# Piter De Vries
Piter De Vries is een personage in het Duin-universum, gecreëerd door Frank Herbert.
In de roman Duin uit 1965 dient De Vries de meedogenloze baron Vladimir Harkonnen van Huis Harkonnen en is een Mentat, een mens die speciaal is opgeleid om mentale functies uit te voeren die wedijveren met computers, die in het hele universum verboden zijn. Bovendien is De Vries door de Tleilaxu omgevormd tot een amorele sadist.

## In bewerkingen
In de film Dune uit 1984 wordt het personage gespeeld door Brad Dourif. In de film Dune uit 2021, portretteerde David Dastmalchian De Vries. In de miniserie Dune werd hij gespeeld door Jan Unger.